# Резолюция 114 на Съвета за сигурност на ООН
Резолюция 114 на Съвета за сигурност на ООН е приета единодушно на 4 юни 1956 г. по повод конфликта в Палестина.
Като взема предвид доклада на генералния секретар на ООН относно изпълнението на възложената му с Резолюция 113 мисия, Съветът за сигурност подчертава, че е извършен напредък по въпроса за прилагането на мерките, за които призовава предишната резолюция, но и че през това време страните не са приложили в пълна степен подписаните от тях споразумения и предишните резолюции на Съвета, а по предвидените в Резолюция 113 мерки не е постигнато пълно съгласие и те не са придобили ефект. Вярвайки, че трябва да бъде направен прогрес към закрепване на постигнатите от мисията на генералния секретар достижения и към пълното прилагане на подписаните споразумения между страните, Съветът за сигурност постановява, че страните трябва да приложат в пълнота мерките, които вече са договорили с генералния секретар, и да продължат да си сътрудничат с него и с началник-щаба на Организацията на ООН за примирието в Палестина при прилагането на техните по-нататъшни практически предложения, съгласно Резолюция 113, с цел пълното прилагане на тази резолюция и на основните споразумения за примирие. Резолюцията постановява да бъде уважавана пълната свобода на служителите на ООН в региона да се придвижват през демаркационните линии, в рамките на демилитаризираната зона и в границите на отбранителните зони, установени с примирията, за да им се позволи да изпълняват задълженията си.
Съветът за сигурност също така поддържа мнението на генералния секретар, че възстановяването на действието на подписаните споразумения за примирие представлява етап, през който трябва да се премине, за да бъде възможен прогресът в по-нататъшното решаване на основните въпроси, разделящи страните.
По-нататък Резолюция 114 призовава началник-щаба на Организацията на ООН за примирието в Близкия изток да продължи да наблюдава обявеното с Резолюция 79 прекратяване на огъня и да уведомява Съвета за сигурност за всяко действие, извършено от която и да е страна по споразуменията за примирие, което представлява сериозно нарушение на тези споразумения или на заповедта за прекратяване на огъня, заслужаващо по негово мнение незабавно разгледане от Съвета за сигурност.
Резолюцията призовава страните в конфликта да предприемат стъпки към изпълнение на тази резолюция, повишавайки по този начин доверието в себе си и демонстрирайки желание за установяване на мирни условия.
В последната част на резолюцията Съветът предлага на генералния секретар да продължи да предлага на страните своите услуги с цел цялостно изпълнение на Резолюция 113 и на условията на подписаните примирия.